# Pandemia de COVID-19 na Austrália
A pandemia de coronavírus em 2020 também ocorreu na Austrália tendo o primeiro caso sido confirmado em 25 de janeiro de 2020.

## Cronologia

### Janeiro

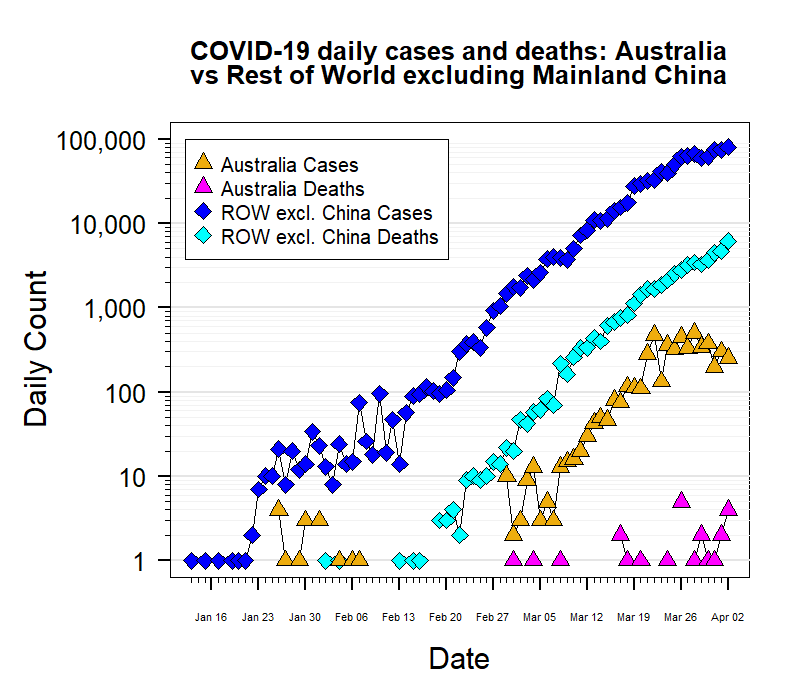
Gráfico semi-log de casos diários e mortes por COVID-19 na Austrália e no resto do mundo (ROW) fora da China continental.

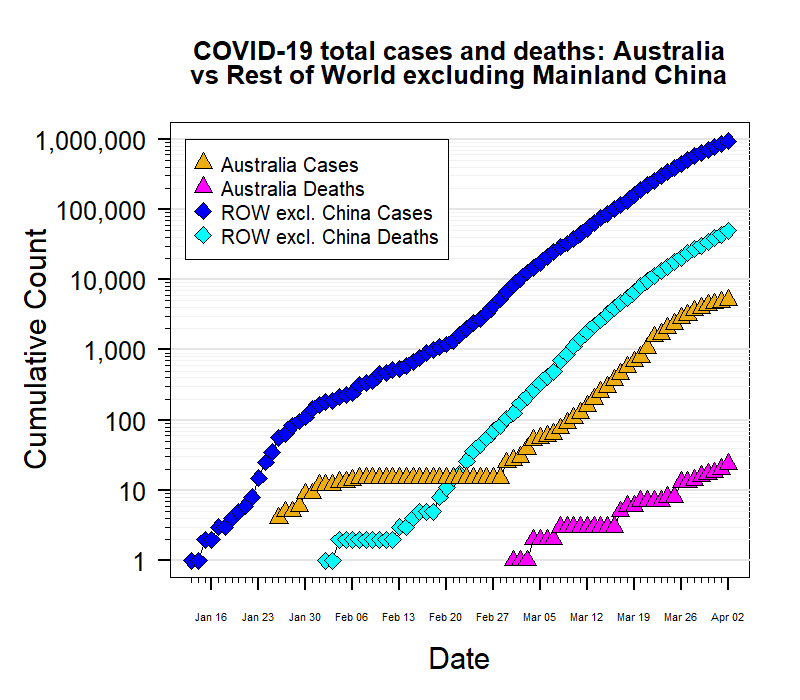
Gráfico semi-log de incidência cumulativa de casos e mortes por COVID-19 na Austrália e no resto do mundo (ROW) fora da China continental.

O primeiro caso confirmado foi anunciado em 25 de janeiro, em um homem de 50 anos, que viajou de Guangzhou para Melbourne em 19 de janeiro pelo voo CZ321 da China Southern Airlines. Ele está recebendo tratamento no Monash Medical Center em Melbourne.
O diretor médico da Austrália, Brendan Murphy, disse que as autoridades de biossegurança começaram a rastrear os passageiros que chegam dos três voos semanais de Sydney a Wuhan desde 23 de janeiro. Os passageiros também receberiam um panfleto informativo e solicitariam que se apresentassem se estivessem com febre ou suspeitassem que pudessem ter a doença.
No mesmo dia, foi anunciado que três pacientes apresentaram resultados positivos em Nova Gales do Sul. No mesmo dia, seis pessoas em Nova Gales do Sul foram mantidas sob observação e confirmadas para serem submetidas a testes hospitalares após terem retornado recentemente de Wuhan. Dos seis pacientes, dois são suspeitos de ter casos prováveis do vírus. Suspeita-se que os quatro restantes tenham contraído o vírus.
Em 27 de janeiro, o diretor de saúde da NSW, Kerry Chant, anunciou em uma entrevista coletiva que um quinto paciente teve resultado positivo para o coronavírus em Nova Gales do Sul. Atualmente, o paciente está em tratamento no Westmead Hospital em Sydney.
Em 29 de janeiro, um morador vitoriano de 60 anos foi confirmado como o sexto paciente na Austrália e o segundo em Vitória. No mesmo dia, um paciente apresentou resultado positivo como o primeiro caso em Queensland e o sétimo no país, um cidadão chinês de 44 anos de Wuhan que foi isolado no Hospital Gold Coast.
Em 30 de janeiro, um cidadão chinês em Vitória foi confirmado como o oitavo caso no país. Um nono foi confirmado no final do dia em Queensland, o segundo caso no estado.
Em 31 de janeiro, o governo australiano anunciou que estrangeiros vindos da China serão forçados a passar duas semanas em um país terceiro antes de serem autorizados a entrar na Austrália.

### Fevereiro
Em 1 de fevereiro, o décimo primeiro caso do vírus foi anunciado em Vitória.
Em 2 de fevereiro, mais dois casos foram confirmados no sul da Austrália, um homem de 60 anos e uma mulher de 60 anos viajando de Wuhan para visitar a família.
Em 16 de fevereiro, o país tinha 15 casos confirmados. 8 dos casos anteriores se recuperaram.
Em 26 de fevereiro, as únicas novas detecções de COVID-19 que foram encontradas na Austrália nas duas semanas anteriores foram oito casos de passageiros australianos repatriados da Diamond Princess. Na época, não havia evidências de transmissão comunitária na Austrália.
Em 27 de fevereiro, o país tinha 23 casos confirmados. 15 dos casos anteriores se recuperaram.
Em 28 de fevereiro, uma mulher de 63 anos foi o último caso confirmado de ter COVID-19. Ela havia retornado recentemente à Austrália do Irã e foi isolada no Hospital Universitário de Gold Coast. De acordo com a chefe de saúde de Queensland, Dra. Jeanette Young, a mulher fez tudo perfeitamente. Ela estava de boa saúde quando voou para a Austrália e depois para a Gold Coast em 24 de fevereiro. Ela só começou a apresentar sintomas em 27 de fevereiro. Naquele momento, ela conversou com seu gerente e foi para casa, depois foi para o Hospital Universitário Gold Coast para se submeter a testes, onde estava isolada.
Em 29 de fevereiro, o governo australiano anunciou que estrangeiros vindos do Irã serão forçados a passar duas semanas em um país terceiro antes de serem autorizados a entrar na Austrália.

### Março
Em 1 de março, um homem de Perth, 78 anos, passageiro da Diamond Princess, havia se tornado a primeira pessoa a morrer de COVID-19 na Austrália. Ele estava sendo tratado no Hospital Sir Charles Gairdner em Nedlands, Austrália Ocidental, e morreu durante a noite.
No dia 2 de março foi confirmado mais um caso no Estado da Tasmânia, um australiano que viajou recentemente vindo do Irã para Launceston em 29 de fevereiro usando máscara quando chegou.